# Oisseau-le-Petit

Oisseau-le-Petit este o comună în departamentul Sarthe, Franța. În 2009 avea o populație de 699 de locuitori.